# 이경미 (작가)
이경미는 한국의 드라마 작가다. 2019년부터 메가몬스터에 소속합니다.

## 주요 작품
- KBS 《광끼》 (2000년)
- KBS 《구미호 외전》 (2004년)
- TV조선 《지운수대통》 (2012년)